# Joseph Fortuné Théodore Eydoux
Joseph Fortuné Théodore Eydoux (1802 – 1841) è stato un naturalista francese.
Eydoux e Louis François Auguste Souleyet furono i chirurghi-naturalisti di bordo della spedizione della nave La Favorite, la quale, sotto il comando di Cyrille Pierre Théodore Laplace, circumnavigò il globo nel 1830-32. Nel 1836-37 Eydoux effettuò un altro viaggio, questo volta a bordo de La Bonite, capitanata da Auguste-Nicolas Vaillant. Descrisse per la prima volta numerose specie di piante e animali raccolte insieme a Gervais e Louis Souleyet, il quale continuò a pubblicare opere indicando come coautore Eydoux anche dopo la morte di quest'ultimo.
Il serpente di mare Aipysurus eydouxii deve a lui il nome.